# Stare Budkowice
Stare Budkowice (dodatkowa nazwa w j. niem. Alt Budkowitz) – wieś w Polsce, w województwie opolskim, w powiecie opolskim, w gminie Murów.

## Nazwa
Nazwa miejscowości wywodzi się od polskiego zdrobnienia nazwy "buda" - budka" oznaczającej mały drewniany budynek i związana jest ze staropolskim prawem stróży, które zobowiązywało chłopów do utrzymywania strażnic oraz ich pilnowania. Heinrich Adamy w swoim dziele o nazwach miejscowych na Śląsku wydanym w 1888 roku we Wrocławiu jako najstarszą nazwę miejscowości wymienia Budkowice podając jej znaczenie "Baudendorf, Huttendorf" czyli w języku polskim "Wieś strzegących, pilnujących". Nazwa wsi została później fonetycznie zgermanizowana na Budkowitz i utraciła swoje pierwotne znaczenie.
W okresie narodowego socjalizmu administracja III Rzeszy zmieniła 19 maja 1936 r. zgermanizowaną nazwę Alt Budkowitz na całkowicie niemiecką Alt Baudendorf. 12 listopada 1946 r. nadano miejscowości polską nazwę Stare Budkowice.

## Historia
Wedle hipotez, najstarsze znane wzmianki o miejscowości o nazwie Punków, należącej wówczas do klasztoru w Czarnowąsach, pochodzą z 1228 roku, natomiast najstarsze wzmianki, co których jest pewność, że dotyczą Starych Budkowic, pochodzą z 1534 roku. Urbarz z 1588 r. podaje, że mieszkańcy miejscowości byli zobowiązani do następujących świadczeń na rzecz zamku opolskiego: 1 krowa i 4 kopy raków rocznie oraz hodowla krogulców i jastrzębi. Ponadto Budkowiczanie płacili podatek mszalny proboszczowi z Jełowej i 12 groszy rocznie dziesięciny proboszczowi z Olesna.
W 1713 r. wzmiankowano istnienie w Starych Budkowicach filialnego kościoła, a w 1827 r. erygowano w miejscowości parafię. W 1863 r. w Starych Budkowicach znajdowała się szkoła z nauczycielem i pomocnikiem; do placówki uczęszczali także uczniowie z Dębińca. Poza tym w miejscowości znajdowały się także m.in.: młyn wodny, warzelnia potasu, 2 smolarnie, huta żelaza i leśniczówka.
Do głosowania podczas plebiscytu uprawnione były w Starych Budkowicach 1252 osoby, z czego 1008, ok. 80,5%, stanowili mieszkańcy (w tym 982, ok. 78,4% całości, mieszkańcy urodzeni w miejscowości). Oddano 1231 głosów (ok. 98,3% uprawnionych), w tym 1228 (ok. 99,8%) ważnych; za Niemcami głosowało 961 osób (ok. 78,1%), a za Polską 267 osób (ok. 21,7%).

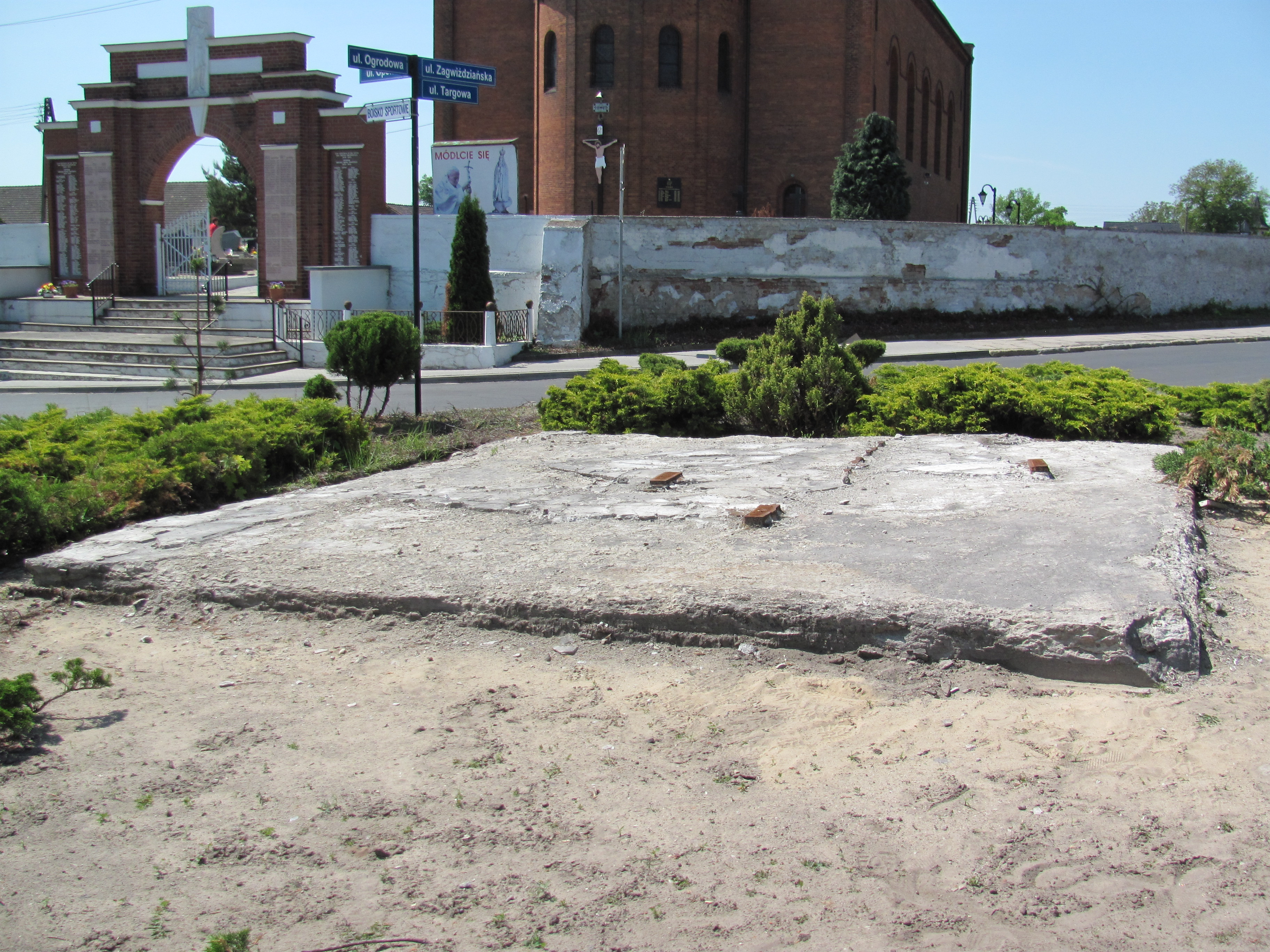
Miejsce po zdemontowanym pomniku XXX-lecia PRL-u w Starych Budkowicach

W 1960 r. w Starych Budkowicach funkcjonowały m.in.: szkoła, przedszkole, sala gimnastyczna, basen kąpielowy, świetlica przyzakładowa, punkt biblioteczny, kino, ośrodek zdrowia i izba porodowa oraz poczta. W latach 60. XX wieku w miejscowości działały następujące zakłady przemysłowe: Zakłady Przemysłu Pończoszniczego, młyn, wytwórnia wód gazowych, 2 piekarnie i Zakłady Eksploatacji Zasobów Mineralnych, eksploatujące znajdujące się w miejscowości złoża piasku; w Starych Budkowicach znajdowała się także siedziba GS-u. 22 lipca 1974 r. odsłonięto w centrum miejscowości pomnik upamiętniający XXX-lecie PRL-u.
W 2012 r. zdemontowano pomnik XXX-lecia PRL-u.

## Zabytki
Do wojewódzkiego rejestru zabytków wpisane są:
- kościół rzymskokatolicki, parafialny pw. św. Rocha z 1847 roku, murowany z cegły, neoromański, orientowany, usytuowany na wzniesieniu w centrum miejscowości. Budynek posiada krótkie prezbiterium z wydzieloną półkolistą apsydą, przy którym znajdują się przybudówki, mieszczące zakrystię i składzik oraz loże na piętrze. Korpus kościoła jest halowy, 3-nawowy, 6-przęsłowy (przęsło zachodnie mieści chór muzyczny i wydzielone klatki schodowe w narożach). Ponad kościołem znajduje się nadbudowana wieża – w dolnej części kwadratowa, w górnej 8-boczna z kondygnacjami rozdzielonymi gzymsami i gzymsem na konsolach w zwieńczeniu. Na wieży znajduje się 8-boczna iglica podbita blachą. Dach dwuspadowy, o jednej kalenicy, kryty dachówką. Elewacje zewnętrzne są opięte lizenami. Na apsydzie fryz arkadowy. Przy korpusie, od strony południa, znajduje się portyk, nakryty dachem 2-spadowym, pod którym znajduje się półkoliście zamknięte wejście. W prezbiterium sklepienie jest kolebkowe na gurtach, a w apsydzie hemisferyczne, natomiast w korpusie strop jest płaski z podciągami wzdłużnymi, wspartymi na filarach, pomiędzy którymi znajdują się półkoliste arkady międzynawowe. W pozostałych pomieszczaniach znajdują się stropy. Otwór tęczy i okna są zamknięte półkoliście. W środku kościoła znajdują się m.in. 2 ołtarze boczne z ok. połowy XIX wieku, o charakterze barokowym, z kolumnami i przerwanymi przyczółkami. W lewym ołtarzu znajdują się obrazy Matki Boskiej Różańcowej z 1854 roku (pole główne) i współczesny Józefa z Nazaretu (w zwieńczeniu), natomiast w prawym obraz Ukzyżowania z 1854 roku. W przekształconym ołtarzu głównym znajdują się obrazy z ok. połowy XIX wieku: św. Rocha (pole główne) i św. Sebastiana (w zwieńczeniu). Dalsze zabytkowe wyposażenie kościoła to: ambona (ok. połowa XIX w.), klasycystyczny prospekt organowy (ok. połowa XIX w.) z regencyjną płaskorzeźbą z 2. ćwierci XVIII w., przedstawiającą scenę zaślubin Najświętszej Maryi Panny z Józefem oraz klasycystyczna puszka z 1793 roku. W 1958 r. kościół został odnowiony[9].
- plebania i drewniane obejście domostwa z XIX wieku, obecnie dom mieszkalny, ul. Ogrodowa 8 drewniana, przeniesiona do skansenu w Bierkowicach

inne zabytki:
- kapliczka murowana z cegły, w kształcie słupa, wzniesiona w drugiej połowie XIX w. na skrzyżowaniu dróg; w środku znajduje się ludowa rzeźba Anny Samotrzeć z XIX wieku[9].
- chałupa przy ul. Ogrodowej 18, wymieniana dodatkowo przez Katalog zabytków sztuki w Polsce, wybudowana w 1812 r. przez cieślę Szymona Mikoscha dla Mateusza Wolnego. Chałupa była 2-traktowa z sienią na przestrzał z murowanym kominem pośrodku. Stropy belkowe (na jednej z belek znajdowała się data i napis fundacyjny), wejścia do sieni z obu stron były zamknięte półkoliście z mieczami i kołkowaniem. Szczyty były szalowane: południowy – pionowo, a północny – skośnie. Dach był 2-spadowy, kryty słomą[9].

## Położenie geograficzne
Stare Budkowice znajdują się we wschodniej części Stobrawskiego Parku Krajobrazowego, będąc najwyżej w nim położoną wsią. Przez Stare Budkowice przepływa rzeka Budkowiczanka. Wokół Starych Budkowic rosną lasy iglaste i mieszane. Najbliżej położoną miejscowością są Nowe Budkowice, które od Starych Budkowic oddziela rzeka Budkowiczanka. Przysiółkami Starych Budkowic są Morcinek i Wojszyn. 

## Połączenia drogowe
Przez Stare Budkowice przebiega droga powiatowa. Zaczyna się za Murowem, niedaleko Kup, a kończy się w Bierdzanach i krzyżuje się z drogą krajową nr 45 i wojewódzką nr 463. Droga ta przebiega przez całą długość południowej części gminy Murów, przez miejscowości: Murów, Zagwiździe, Morcinek, Stare Budkowice, Nowe Budkowice, Laskowice i Bierdzany. Kolejną ważną ulicą w Starych Budkowicach jest ul. Opolska, która przebiega przez Stare Budkowice, Kały i Jełową. Przy ulicy Opolskiej znajdują się m.in. sklep monopolowy, sklep spożywczo-mięsny oraz sklep budowlany. Ważną ulicą jest ul. Oleska, która łączy Stare Budkowice ze Smardami Górnymi. Droga ta przebiega przez Stare Budkowice, Dębiniec, Bukowo, Nową Bogacicę, Piece, Zameczek, Żabiniec, Bogacicę, Stare Czaple, Smardy Dolne i Smardy Górne. Następną, drogą jest ul. Grabicka. Nazwa wzięła się od miejscowości Grabice, która w obecnym śladzie nie przecina Grabic. Można do nich dojechać, zbaczając z ul. Grabickiej w prawo na leśną drogę przebiegającą przez Stare Budkowice, Kąszyce, Grabice i Dąbrówkę Dolną, gdzie droga ta nosi nazwę Budkowska (od Budkowic). Ulica Grabicka łączy Stare Budkowice z Morcinkiem i przebiega przez Stare Budkowice, Sośniny (jako część Starych Budkowic), Wojszyn oraz Morcinek. Pozostałe ulice to: Wołczyńska, łącząca od zachodu Stare Budkowice z Dębińcem (w Dębińcu to ulica Wiejska); Młyńska, która łączy od wschodniej strony Stare Budkowice z Nowymi Budkowicami przy której stoi stary młyn; Targowa, przy której znajdują się: tartak, warsztat samochodowy oraz składy węgla; Gburska; Stawowa; Młyńska Góra (nazwa powstała od pobliskiej góry o tej samej nazwie); Zagwiździańska, Ogrodowa; wreszcie ul. Krótka, przy której stoi jeden budynek - pozostałość po starej części tartaku.

## Demografia
Wedle urbarza z 1588 r. w miejscowości mieszkał sołtys i 9 stałych mieszkańców, a w 1618 r. dodatkowo 11 zagrodników. W 1783 r. w miejscowości mieszkało 10 chłopów, 32 zagrodników i 18 chałupników, a w 1863 r. – 10 chłopów, 26 zagrodników i 91 chałupników. W 1863 r. w miejscowości było 8 rzemieślników.
| Rok                | 1783 | 1855 | 1861 | 1890 | 1900 | 1910 | 1925 | 1933 | 1939 | 1946 | 1960 | 1965 | 2007 | 2009 | 2012 |
| Liczba mieszkańców | 588  | 1067 | 1078 | 1438 | 1609 | 1690 | 1465 | 1631 | 1668 | 1062 | 1396 | 1610 | 1202 | 1317 | 1130 |

(Źródła:.)
W 1902 r. prenumerowano w Starych Budkowicach po 10 egzemplarzy „Gazety Opolskiej” i „Posłańca Niedzielnego”, 5 egzemplarzy „Gazety Grudziądzkiej” 1 egzemplarz „Katolika”.

## Administracja
| Część miejscowości | SIMC    | Status prawny                                                | Forma dopełniaczowa | Forma przymiotnikowa | Współrzędne                               | Uwagi                         |
| ------------------ | ------- | ------------------------------------------------------------ | ------------------- | -------------------- | ----------------------------------------- | ----------------------------- |
| Morcinek           | 0499360 | obowiązująca                                                 | Morcinka            | morcinkowski         | 50°52′01″N 18°00′56″E/50,866944 18,015556 | nazwa niemiecka: Martinsgrün  |
| Podkraje           | 0499258 | nadana 1 czerwca 1948 r./zniesiona (część miejscowości Kały) | Podkrajów           | podkrajski           | 50°50′43″N 18°03′42″E/50,845278 18,061667 | nazwa niemiecka: Am Waldrand  |
| Podkraje           |         | nadana 2 kwietnia 1949 r./zniesiona                          | Podkraja            | podkrajski           |                                           | nazwa niemiecka: Habichtswald |

W latach 1954–1972 wieś należała i była siedzibą władz gromady Budkowice Stare.